# تشارلز جونسون ماينارد
تشارلز جونسون ماينارد (بالإنجليزية: Charles Johnson Maynard)‏ هو عالم طيور وصحفي أمريكي، ولد في 1845 في نيوتن في الولايات المتحدة، وتوفي بنفس المكان في 15 أكتوبر 1929.